# Choi Young-ja
Dit is een Koreaanse naam; de familienaam is Choi.
Choi Young-ja (Seoel, 30 mei 1975) is een tennisspeelster uit Zuid-Korea.
Tussen 1995 en 2003 speelde Choi voor Zuid Korea 18 partijen op de Fed Cup.
In 1996 speelde Choi op de Olympische Zomerspelen in Atlanta voor Zuid-Korea op het enkelspel. Hier verloor ze in de tweede ronde van Brenda Schultz-McCarthy.
Op de Aziatische Spelen 2002 won ze samen met Kim Mi-ok een gouden medaille op het damesdubbelspeltoernooi.